# North American F-107
North American F-107 – amerykański prototypowy samolot myśliwsko-bombowy wprodukowany w trzech egzemplarzach przez North American Aviation, będący jednocześnie ostatnim samolotem myśliwskim wytwórni.

## Historia

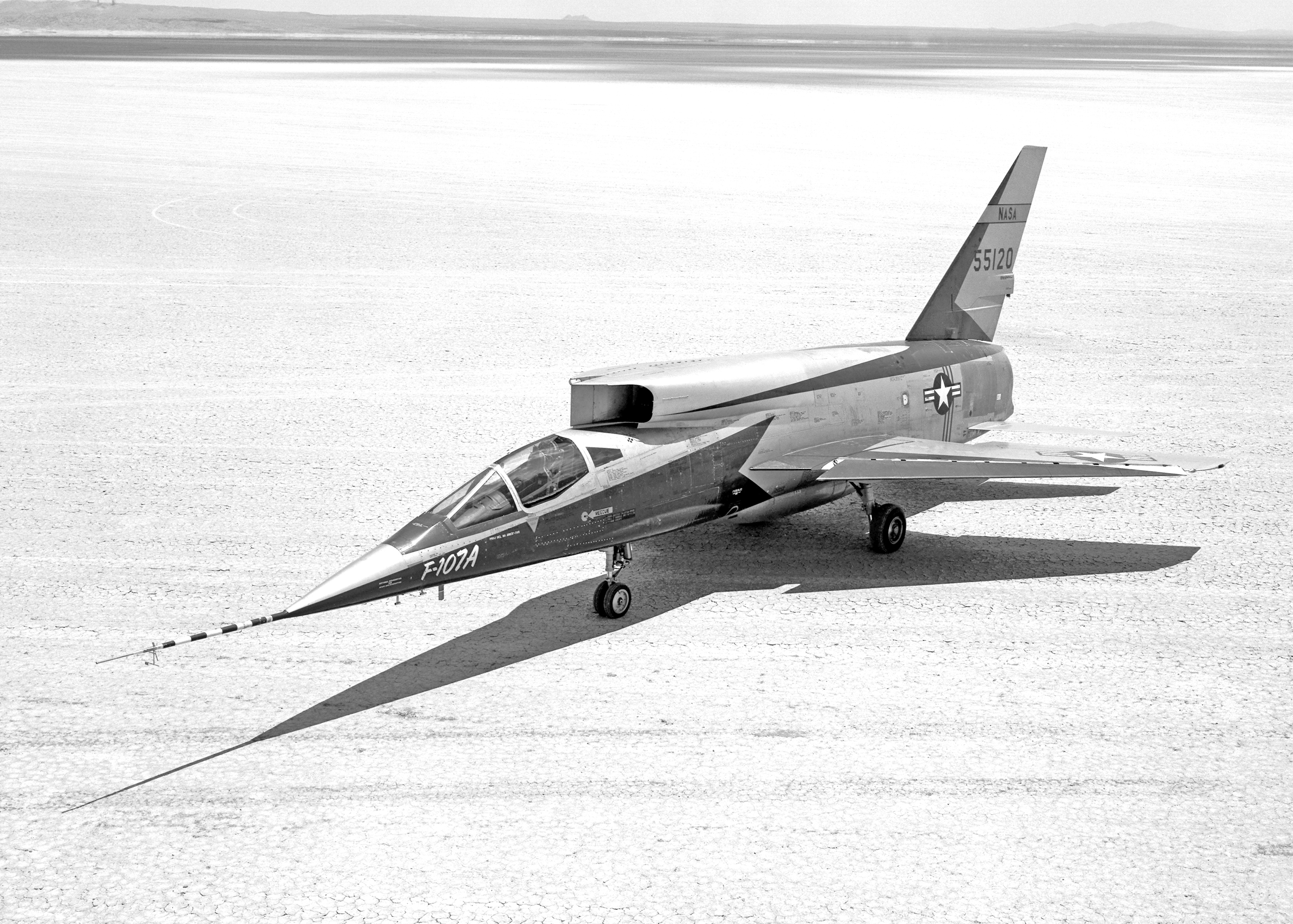
Trzeci prototyp F-107

W czerwcu 1953 roku inżynierowie wytwórni North American Aviation rozpoczęli pracę nad nowym samolotem zdolnym do wykonywania zadań bojowych w każdych warunkach atmosferycznych; nowy projekt oznaczono kryptonimem NA-211. Samolot miał powstać na bazie wcześniejszej konstrukcji firmy, F-100 Super Sabre. Zainteresowanie konstrukcją wyraziło Dowództwo Lotnictwa Taktycznego (Tactical Air Command), które 4 sierpnia 1954 roku złożyło zamówienie na trzy samoloty. Maszyna otrzymała wstępnie oznaczenie F-100B, jednak w chwili, gdy okazało się, że zakres zmian jakie przejdzie Super Sabre, uczyni z niego zupełnie nowy samolot, zmieniono oznaczenie na YF-107A. 
10 września 1956 roku odbył się pierwszy lot prototypu o numerze US Air Force 55-5118, za którego sterami usiadł pilot doświadczalny Bob Baker. Sam lot przebiegł bez zakłóceń, jednak podczas lądowania zawiódł spadochron hamujący i doszło do uszkodzenia przedniego zespołu podwozia. 28 listopada tego samego roku oblatano drugi prototyp, o numerze 55-5119, a 10 grudnia – trzeci, o numerze 55-5120. Po naprawach, pierwszy prototyp w dniu 3 listopada 1956 roku osiągnął dwukrotną prędkość dźwięku. F-107 charakteryzował się bardzo dobrymi właściwościami pilotażowymi, pomimo to Tactical Air Command w 1957 roku zdecydowało o wyborze F-105 Thunderchiefa jako nowego taktycznego myśliwca bombardującego, a dalsze prace nad F-107 wstrzymano. Pod koniec 1957 roku pierwszy i trzeci samolot trafiły do NACA (National Advisory Committee for Aeronautics), a drugi do Muzeum Amerykańskich Sił Powietrznych (National Museum of the United States Air Force) w Dayton w Ohio, gdzie można go oglądać do dzisiaj. We wrześniu 1959 roku prototyp numer trzy, pilotowany przez Alberta Scotta Crossfielda, uległ awarii i nie został już odremontowany, prototyp numer jeden trafił do Pima Air and Space Museum w Tucson, w Arizonie.

## Konstrukcja

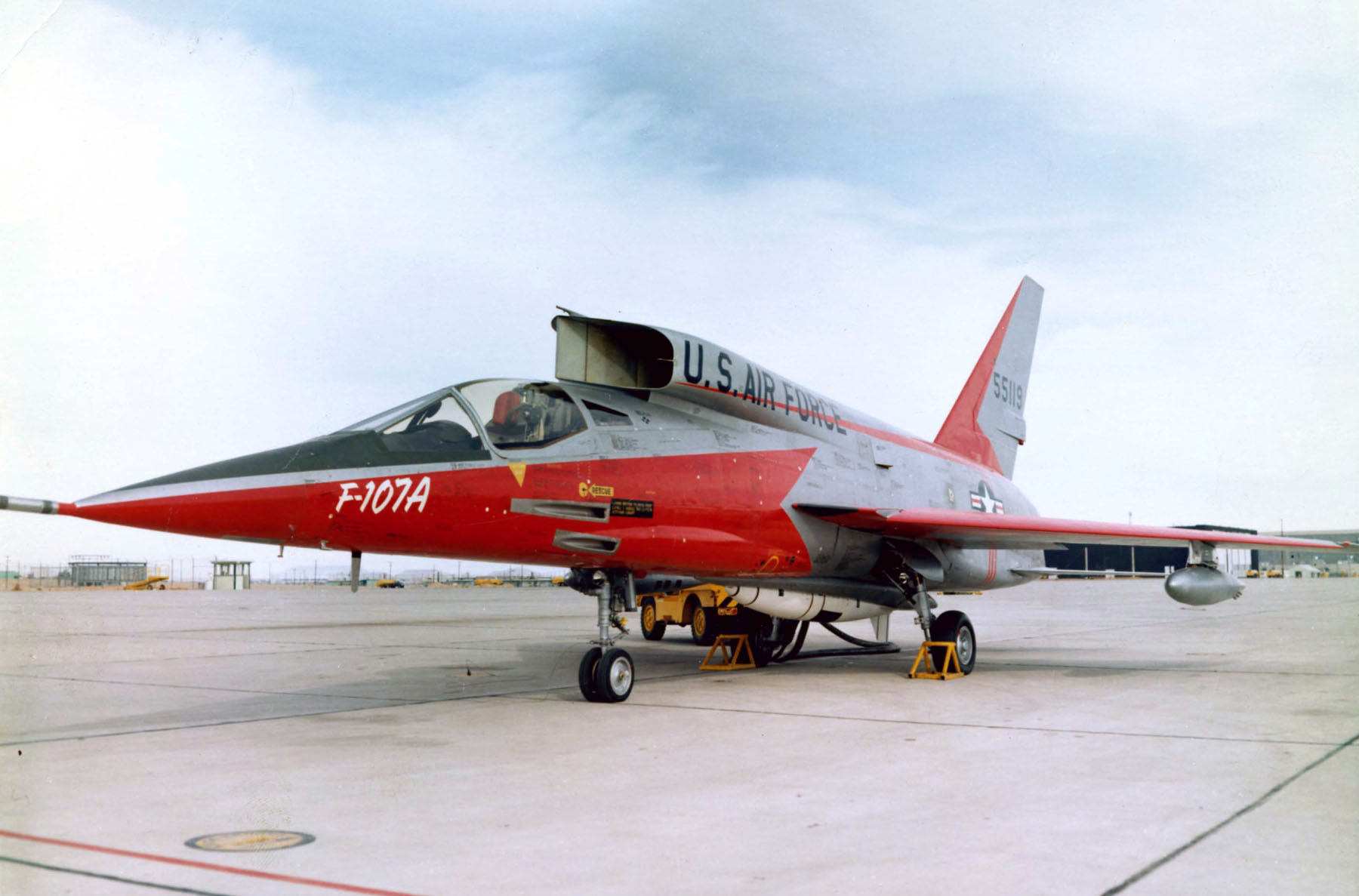
Drugi prototyp F-107

F-107 był średniopłatem ze skrzydłami zaadaptowanymi z samolotu F-100, o skosie 45°, kadłub samolotu został zbudowany zgodnie z regułą pól. Maszyna miała niekonwencjonalnie umieszczony wlot powietrza do silnika, znajdował się on nad kabiną pilota. Wlot powietrza rozdzielał napływające powietrze do dwóch kanałów o regulowanych przekrojach, kanały w środkowej części kadłuba łączyły się w jeden doprowadzający powietrze do silnika Pratt and Whitney YJ75-P-9 o ciągu 73,57 kN bez dopalania i 109,02 kN z włączonym dopalaczem. Maszyna miała płytowe usterzenie poziome oraz płytowy statecznik pionowy obracany w całości. Samolot miał stałe uzbrojenie strzeleckie składające się z czterech działek kalibru 20 mm, umieszczonych po obu stronach kadłuba, oraz możliwość przenoszenia uzbrojenia podwieszanego, rozmieszczonego na sześciu węzłach. Skrzydła samolotu nie miały lotek, jedynie klapy i spojlery wychylane nad górną i dolną powierzchnią skrzydeł.